# Rode tangare
De rode tangare (Ramphocelus bresilia) is een zangvogel uit de familie Thraupidae (tangaren).

## Verspreiding en leefgebied
Deze soort telt twee ondersoorten:
- R. b. bresilia: oostelijk Brazilië.
- R. b. dorsalis: zuidoostelijk Brazilië en noordoostelijk Argentinië.